# Bertrand Marie de Lesseps
Bertrand Marie de Lesseps lub Bertrand, hrabia Lesseps (ur. 3 lutego 1875 w Paryżu, zm. 28 sierpnia 1918 w Cauvigny) – francuski szermierz, szablista. Członek francuskiej drużyny olimpijskiej w 1908 roku.
Jego bracia również byli sportowcami i olimpijczykami: Ismaël de Lesseps był szermierzem walczącym w konkurencji szabli podczas igrzysk olimpijskich w 1908 roku a drugi z braci Bertranda – Mathieu de Lesseps, reprezentował Francję 8 lat wcześniej w jeździectwie. Bertrand Marie de Lesseps był synem dyplomaty i polityka Ferdinanda de Lessepsa. Zginął podczas I wojny światowej. 